# Бановски селски съвет
Бановски селски съвет (на украински: Банівська сільська рада) e селски съвет в Приморски район, Запорожка област, Украйна. Той е съставен от 1 селище (с. Бановка) с площ от 2.74 км2. През 2001 година населението му възлиза на 1144 души.

## Местна власт
Управителният съвет на Бановски селски съвет е съставен от 16 члена. След изборите през 2010 година в местната управа влизат:
- Партия на регионите – 8 места
- Народна партия – 6 места
- Независими – 2 места